# Chucky, la poupée de sang
Série Chucky
Jeu d'enfant
(1988) Chucky 3
(1991)
Pour plus de détails, voir Fiche technique et Distribution.
Chucky, la poupée de sang ou Jeu d'enfant 2 au Québec (Child's Play 2) est un film d'horreur américain réalisé par John Lafia et sorti en 1990. Second film de la franchise Chucky, il fait suite à Jeu d'enfant de Tom Holland sorti en 1988.
Il se déroule quelques mois après la mort de Chucky. Le jeune Andy Barclay se retrouve sans sa mère, internée dans un hôpital psychiatrique. Placé en famille d'accueil, Andy rencontre notamment une adolescente rebelle, Kyle. La poupée grillée de Chucky est ensuite reparée par les techniciens du fabriquant de jouets. Ils ignorent qu'en faisant ainsi, ils ont ressuscité Chucky, qui va à nouveau vouloir s'emparer du corps d'Andy pour de bon.

## Synopsis
Deux ans après les évènements impliquant Andy Barclay et sa mère, entreprise Play Pals Corporation essaie de gérer la mauvaise publicité qui est née des meurtres commis par la poupée Chucky. Alors que sa mère Karen a été internée dans un hôpital psychiatrique, Andy est placé chez  Phil et Joanne Simpson, une famille d'accueil.
Des ouvriers de Play Pals utilisent les pièces fondues de la poupée possédée pour la reconstruire. Lun des ouvriers de l'usine est électrocuté et tué par un dysfonctionnements de la machine. Le PDG recommande de dissimuler le décès du travailleur. La poupée est achevée, et l'assistant du chef de la direction, Mattson, la prend avec lui en sortant de l'usine. La poupée remise en état a développé son propre cœur, car elle se révèle être toujours possédée par l'esprit de Charles Lee Ray. Elle attache Mattson, joue à lui faire peur et finalement l'étouffe avec un sac en plastique.
Chucky parvient à trouver l'emplacement de la famille d'accueil d'Andy, les Simpson. Il se faufile dans la maison et prend la place de Tommy, la poupée Brave Gars de la maison. Une fois que tout le monde est endormi, Chucky attache Andy à son lit pendant son sommeil et entreprend le rituel vaudou qui est censé transférer son âme dans le corps d'Andy. Kyle — elle aussi placée chez les Simpson — interrompt le processus. Andy essaie d'avertir ses parents adoptifs à propos de Chucky, mais personne ne le croit. Phil, le père adoptif d'Andy, jette Chucky dans le sous-sol.
Le lendemain, alors qu'Andy devient le bouc-émissaire de ses nouveaux camarades de classe et de sa maîtresse Mlle Kettlewell, Chucky le suit et essaie de l'y piéger pendant que sa maîtresse le punit pour la récréation après avoir été malmené une fois de plus par un enfant et pour avoir écrit des obscénités sur sa feuille de contrôle (alors qu'en réalité c'est Chucky qui l'a fait pour qu'Andy se fasse punir et ainsi pouvoir lui transférer son âme dans son corps). Andy s'échappe, mais Chucky tue son professeur avant de retourner à la maison attendre la prochaine occasion. Une fois encore, Andy tente d'expliquer ce qui est arrivé, mais ses parents adoptifs lui montrent que Chucky ne peut l'avoir fait parce qu'il est dans leur sous-sol. Cette nuit-là, Andy y descend avec un couteau électrique dans le but de tuer Chucky. La lutte attire l'attention du père adoptif d'Andy, mais quand Phil descend les marches, Chucky le fait chuter ce qui a pour effet de lui briser la nuque. La mère adoptive d'Andy, Joanne, estime qu'Andy est responsable de la mort de Phil, et l'envoie revenir au centre de soins de l'accueil.
Joanne dit à Kyle de se débarrasser de la poupée Chucky. Kyle la jette à la poubelle, mais alors qu'elle va dans le jardin, elle découvre la poupée originale Tommy, enfouie dans le sol. Puis elle se rend compte que Chucky est sorti de la poubelle, et qu'Andy a dit la vérité. Kyle se précipite dans la maison, mais Joanne est déjà morte. Chucky kidnappe Kyle, la forçant avec un couteau à le ramener vers le centre d'accueil où est Andy. Un policier l'aborde et est attiré par le fait que Chucky (qui joue la simple poupée à son approche) saigne tout seul du nez, mais Kyle réussit à l'éloigner. Puis elle provoque un accident, éjecte Chucky de la voiture et tente de l'écraser, mais il est plus rapide qu'elle et part dans la nuit.
Au centre d'accueil, Chucky tue la directrice sociale qui veille sur lui, et s'accroche à Andy en le menaçant avec un couteau. Ils partent pour l'usine des poupées Brave Gars à proximité. Kyle les suit secrètement. Dans l'usine, Chucky assomme Andy et tente à nouveau de faire le rituel vaudou, et cette fois, il le termine. Andy ouvre les yeux et, en guise de réponse, reçoit le sang qui suinte du visage de la poupée. Chucky a attendu trop longtemps et le rituel ne marche pas, le laissant définitivement piégé à l'intérieur du corps pourrissant de la poupée. Chucky pousse un long hurlement de rage et poursuit Andy et Kyle à travers l'usine avec l'intention de les tuer. Kyle et Andy réussissent à lui coincer la main, qu'il s'arrache en tirant dessus et en s'enfonçant le manche d'un couteau dans son moignon, ce qui lui fait un poignard à la place de la main. Dans leur fuite, Kyle et Andy réussissent finalement à prendre le dessus, car ils versent du plastique brûlant sur lui et l'enferment dans une machine à compression, de laquelle il s'échappe. Pour finir, ils lui mettent un tuyau d'air dans la bouche, ce qui lui fait gonfler et exploser la tête, et son corps tombe dans le plastique fondu.
Andy et Kyle sortent de l'usine dans les lueurs du matin. Andy demande où ils vont, et Kyle répond « Chez nous », même s'ils ne savent pas où est la maison.

## Fiche technique
- Titre original : Child's Play 2
- Titre français : Chucky, la poupée de sang / Chucky 2 (DVD)
- Titre québécois : Jeu d'enfant 2
- Réalisation : John Lafia
- Scénario : Don Mancini
- Musique : Graeme Revell
- Photographie : Stefan Czapsky
- Montage : Edward Warschilka
- Décors : Ivo Cristante
- Production : David Kirschner, Laura Moskowitz et Robert Latham Brown
- Société de production : David Kirschner Productions et Universal Pictures
- Distribution : Universal Pictures
- Pays de production :  États-Unis
- Budget de production (estimation) : 13 000 000 $[1]
- Format : couleurs - 1,85:1 - Dolby - 35 mm
- Genre : horreur (slasher), fantastique
- Langue originale : anglais
- Durée : 84 minutes
- Dates de sortie[2] : 
  -  États-Unis : 9 novembre 1990
  -  Royaume-Uni : 11 janvier 1991
  -  France : 16 janvier 1991
- Film interdit aux moins de 12 ans lors de sa sortie en France

## Distribution
- Alex Vincent (VF : Axel Schacher ; VQ : Inti Chauveau) : Andy Barclay
- Jenny Agutter (VF : Frédérique Tirmont ; VQ : Anne Bédard) : Joanne Simpson
- Gerrit Graham (VF : Jacques Frantz ; VQ : Jean-Luc Montminy) : Phil Simpson
- Christine Elise (VF : Stéphanie Murat ; VQ : Violette Chauveau) : Kyle
- Brad Dourif (VF : Éric Etcheverry ; VQ : Jean-Louis Millette) : Chucky (voix)
- Grace Zabriskie (VF : Élisabeth Wiener ; VQ : Natalie Hamel-Roy) : Grace Poole
- Peter Haskell (VF : Marc Cassot ; VQ : Aubert Pallascio) : M. Sullivan
- Beth Grant : Mlle Kettlewell
- Greg Germann (VF : Luq Hamet ; VQ : François Godin) : Mattson
- Raymond Singer (VF : Michel Papineschi) : l'assistant social
- Edan Gross (VF : Odile Schmitt) : voix « gentille » de Chucky, Tommy
- Charles C. Meshack : le conducteur du camion de journaux
- Stuart Mabray : l'enquêteur
- Matt Roe : le policier en voiture
- Herbie Braha : l'employé du magasin de vins et spiritueux

## Accueil

### Box-office
- Recettes États-Unis : 26 904 572 $[réf. nécessaire]
- Recettes mondiales : 34 166 572 $

## Autour du film
- Le réalisateur John Lafia était scénariste sur le premier film de la série.
- L'accroche du film est Désolé Jack, Chucky revient !.
- Au Québec, l'accroche est Dégage pantin... Chucky s'en revient!
- Cette suite est sortie aux États-Unis deux ans, jour pour jour, après le premier film.
- L'affiche du film montre Chucky en train de découper le ressort d'un diable en boîte à tête de clown avec une paire de ciseaux. Cette scène n'apparait jamais dans le film, mais est suggérée dans la bande-annonce, où Chucky écrase un diable en boîte sous sa chaussure avant qu'il ne puisse s'ouvrir et il dit « Sorry Jack, Chucky's back! » (« Désolé Jack, Chucky revient ! »). Un diable en boîte s'appelle Jack-in-the-box en anglais, et l'accroche française de la VHS du film traduit littéralement la version anglaise. Dans la bande-annonce française, Chucky dit : « Tenez-vous bien, Chucky revient ! »
- Lors de sa réédition en DVD en France, le titre du film a changé et est devenu tout simplement Chucky 2.